# アルコホーリクス・アノニマス

ロゴ

アルコホーリクス・アノニマス（Alcoholics Anonymous）は、1935年にアメリカ合衆国でビル・ウィルソン（ビル・W）とボブ・スミス（ボブ・S、Dr. ボブ）の出会いから始まり、世界に広がった飲酒問題を解決したいと願う相互援助（自助グループ）の集まりで、直訳すると「匿名のアルコール依存症者たち」の意味である。略して AA と呼ばれる。

## 組織
AAはどのような宗教、宗派、政党、組織、団体にも縛られていない。
始まりの発端は一人のアルコホーリク（問題飲酒者）が、もう一人のアルコホーリク（問題飲酒者）にお互いの飲酒の問題について経験を分かち合い、そのときだけは飲酒をせずにいられた、ということによって広がっていった共同体である。
AAではアルコホリズム（アルコール依存）の回復のために、「ミーティング」(例えると：問題飲酒者の集い)を活用する。
ミーティング会場は世界各国にあり日本各地でもさまざまな場所で毎日行われている。（日本各地の会場案内）
AAのメンバーになるために必要なことは、飲酒をやめたいという願望だけである。
AAは会員制ではなく、入会手続きや会費もない。また姓名を名乗ることも連絡先を教えることも一切明かさないこともその人の自由である。
日本においてはアノニマス（自分のニックネーム）をミーティングで使う傾向がほとんどである。
サービスを行うための機関はあるが、AAそのものは決して組織化されることはない。そのため名簿などはなく、追跡調査も行なわれないため、正確なメンバー数を知ることはできない（2006年1月現在、世界160弱の国と地域で220万人、日本では5,000～2,500人のメンバーが飲まないでいると推定される）。
AAメンバーはメディア・マスコミ等の広報活動で、フルネームを名乗る、顔を公表するなど個人が特定されるようなことはしない。
これはメンバー個人よりもアルコーホーリック全体の回復・一体性・サービス活動を優先することを可能にするというAAの原理に基づいたものである。
このため、問い合わせ先はサービス機関としてJSO（日本ゼネラルサービスオフィス）や全国七ヶ所にあるCO（セントラル・オフィス）となっている。
また、AA内では一人一人が平等であり、一日だけ酒を止めている仲間と、数十年止めているメンバーも同じアルコホーリック(アルコール依存症者）ということから飲まない期間に応じた上下関係はない。
AAのプログラムは「12のステップ」 と「12の伝統 」（12の伝統の長文はこちら）を使うことを基本としている。
またAAではスポンサーシップ(AAメンバー内外関係なしに信頼のできる人に、ミーティングでは話しづらいことや、飲まない生き方のためのアドバイスをしてくれる仲間)を活用し、経験と力と希望を共に支えあう関係を築いていくことも大きな特徴である。
また、AAの本来の目的「飲まないで生きていく」を具現化したのがメッセージ活動である。
各地のミーティング会場に足を運ぶことを初め、アルコール依存症者が滞在している施設(病院、矯正施設)などに同じアルコール依存症者からの観点として経験を分かち合い、アルコホリズムから回復するように手助けする活動のことである。

## アラノン
家族その他身近なアルコール依存症者から影響を受けた者（妻、夫、子、パートナー等）の自助グループとして、アラノン（Al-Anon）がある。活動はAAと同様に12のステップと12の伝統に基づく。アラノンは1951年にアメリカで発祥し、1979年に日本（東京）で始まった。事務局として特定非営利活動法人アラノンジャパンGSOがある。

## ミーティング
ミーティングでは、今日一日飲まない生き方を実践している人たちに出会い、さまざまな思いを分かち合うことができる。自分が「過去いつもどんなふうだったか、そして何が起こり、いまどうなっているのか」について話をする。それに対してコメントされることはなく、話の内容が外部に漏れることがないよう配慮されている。ミーティングの少ない地域はまだあるものの、すべての都道府県で活動している。家族や友人、医療関係者なども参加できるオープンミーティングと、飲酒をやめたいと願う本人しか参加できないクローズドミーティングがある。ミーティングに関する案内は、7つの地域にあるサービスセンターで受けることができる。
- テーマミーティング - テーマにそって自分の話をするミーティング
- ビジネスミーティング - グループの活動や運営のためのミーティング
- ステップミーティング - AAの「12のステップ」について分かち合うミーティング
- 伝統ミーティング - AAの「12の伝統」について分かち合うミーティング
- ビッグブックミーティング - AAの書籍「アルコーホーリクス・アノニマス（通称：ビッグブック）」を活用するミーティング
- メダル・バースディミーティング - 飲まない一日の積み重ねを分かち合うミーティング
- ビギナーズミーティング - AAに来て間もない人を対象としたミーティング
- 特別ミーティング - 女性、若者、ゲイ・レズビアンを対象としたミーティング